# Blakiella bartsiifolia
 Blakiella bartsiifolia   (S.F.Blake) Cuarec., 1969 è una specie di piante angiosperme dicotiledoni della famiglia delle Asteraceae, sottofamiglia Asteroideae,  tribù Astereae (Baccharis lineage) e sottotribù Baccharidinae.  Blakiella bartsiifolia è anche l'unica specie del genere  Blakiella  Cuarec., 1969.

## Etimologia
Il nome scientifico della specie è stato definito dai botanici Sidney Fay Blake (1892-1959) e José Cuatrecasas (1903-1996) nella pubblicazione " Webbia; Raccolta de Scritti Botanici. Florence" (Webbia 24(1): 41) del 1969. Il nome scientifico del genere è stato definito nella stessa pubblicazione.

## Descrizione
Portamento. La specie di questa voce ha un habitus di tipo subarbustivo perenne. La superficie è irsuta e densamente stipitato-ghiandolare.
Fusto. La parte aerea è eretta, semplice o ramosa. 
Foglie. Le foglie sono disposte in modo alternato e sessile. La lamina è intera con base subauricolata e margini crenato-revoluti. La superficie è percorsa da 1–3 nervi.
Infiorescenza. Le sinflorescenze sono composte da pochi raggruppati capolini. Le infiorescenze vere e proprie sono composte da un capolino terminale lungamente peduncolato di tipo disciforme. I capolini sono formati da un involucro, con forme campanulate, composto da diverse brattee, al cui interno un ricettacolo fa da base ai fiori di due tipi: fiori del raggio e fiori del disco. Le brattee, non carenate e a consistenza erbacea, sono disposte in modo più o meno embricato su 2 - 5 serie. Il ricettacolo in genere è nudo ossia senza pagliette a protezione della base dei fiori; la forma è piatta o da convessa a conica.
Fiori.  I fiori sono tetra-ciclici (formati cioè da 4 verticilli: calice – corolla – androceo – gineceo) e pentameri (calice e corolla formati da 5 elementi). Si distinguono in:
- fiori del raggio (esterni): da 200 a 270 per capolino, sono femminili e sono disposti su più serie; sono principalmente filiformi (zigomorfi);
- fiori del disco (centrali): sono da 55 a 85 con forme tubulose (attinomorfe); sono funzionalmente maschili.

- Formula fiorale:

*/x K {\displaystyle \infty }, [C (5), A (5)], G 2 (infero), achenio
- Calice: i sepali del calice sono ridotti ad una coroncina di squame.

- Corolla: 
  - fiori del raggio: la forma della corolla alla base è tubulosa subcapillare, mentre all'apice è ampia con brevi ligule; il colore è giallo;
  - fiori del disco: la forma è strettamente tubulare poi campanulata a 4 - 5 lobi; i lobi, patenti o eretti, hanno una forma triangolare; il colore normalmente è giallo.

- Androceo: l'androceo è formato da 5 stami sorretti da filamenti generalmente liberi; gli stami sono connati e formano un manicotto circondante lo stilo; le teche (produttrici del polline) alla base sono troncate e sono lievemente auricolate (molto raramente sono speronate o hanno una coda); le appendici apicali delle antere hanno delle forme piatte e lanceolate; il tessuto endoteciale (rivestimento interno dell'antera) è quasi sempre polarizzato (con due superfici distinte: una verso l'esterno e una verso l'interno). Il polline è sferico con un diametro medio di circa 25 micron;  è tricolporato (con tre aperture sia di tipo a fessura che tipo isodiametrica o poro) ed è echinato (con punte sporgenti).[9][11]

- Gineceo: l'ovario è infero uniloculare formato da 2 carpelli.[5] Lo stilo (il recettore del polline) è profondamente bifido (con due stigmi divergenti) e con le linee stigmatiche marginali separate.[12] I due bracci dello stilo hanno una forma lanceolata a deltoide e possono essere papillosi o ricoperti da ciuffi di peli.

Frutti. I frutti sono degli acheni con pappo:
- achenio dei fiori del raggio: la forma è obovata-fusiforme con 4 coste (o nervi) longitudinali; all'apice è rostrato;
- achenio dei fiori del disco: è strettamente cilindrico con superficie setolosa e ghiandolosa;
- pappo: è composto da setole disposte su una serie.

## Biologia
Impollinazione: tramite insetti (impollinazione entomogama tramite farfalle diurne e notturne).

Riproduzione: la fecondazione avviene fondamentalmente tramite l'impollinazione dei fiori.

Dispersione: i semi cadono a terra e vengono dispersi soprattutto da insetti come formiche (disseminazione mirmecoria). Un altro tipo di dispersione è zoocoria: gli uncini delle brattee dell'involucro (se presenti) si agganciano ai peli degli animali di passaggio che portano così i semi anche su lunghe distanze. Inoltre per merito del pappo il vento può trasportare i semi anche per alcuni chilometri (disseminazione anemocora).

## Distribuzione e habitat
La specie di questa voce è distribuita in Colombia e Venezuela.

## Sistematica
La famiglia di appartenenza di questa voce (Asteraceae o Compositae, nomen conservandum) probabilmente originaria del Sud America, è la più numerosa del mondo vegetale, comprende oltre 23.000 specie distribuite su 1.535 generi, oppure 22.750 specie e 1.530 generi secondo altre fonti (una delle checklist più aggiornata elenca fino a 1.679 generi). La famiglia attualmente (2021) è divisa in 16 sottofamiglie; la sottofamiglia Asteroideae è una di queste e rappresenta l'evoluzione più recente di tutta la famiglia.

### Filogenesi
La tribù Astereae (una delle 21 tribù della sottofamiglia Asteroideae) comprende circa 40 sottotribù. In base alle ultime ricerche nella tribù sono stati individuati (provvisoriamente) 5 principali lignaggi:
- Basal grade: include alcuni generi isolati, il gruppo "South American-Oceania",  alcune sottotribù africane e il gruppo dei generi legnosi del Madagascar.
- Bellis lineage: comprende le sottotribù eurasiatiche e una sottotribù africana.
- Aster lineage: include i generi asiatici di Asterinae e i principali gruppi dell'Australia e dell'Oceania.
- Baccharis lineage: include alcuni gruppi sudamericani.
- North American lineage: include la vasta gamma di sottotribù del Nordamerica, Messico e alcuni gruppi distribuiti nel Sudamerica.

Il genere  Blakiella (insieme alla sottotribù Baccharidinae) è incluso nel lignaggio "Baccharis lineage" relativo agli areali del Sud America. La sottotribù Baccharidinae è divisa in 9 gruppi. Il genere di questa voce è incluso nel " Hinterhubera group".
I caratteri distintivi della specie  Blakiella bartsiifolia sono:
- il lembo dei fiori del raggio è breve;
- i fiori del disco sono funzionalmente maschili;
- gli acheni dei fiori del raggio sono fusiformi o lineari con un rostro apicale.

In precedenti trattazioni questa specie è descritto all'interno della sottotribù Hinterhuberinae (ora sinonimo di Baccharidinae).

### Sinonimi
Sono elencati alcuni sinonimi per questa entità:
- Podocoma bartsiifolia S.F.Blake